# Межлаук Валерій Іванович
Валерій Іванович Межлаук (латис. Valērijs Mežlauks; 7 лютого 1893, Харків — розстріляний 29 липня 1938, Москва) — радянський партійний і державний діяч, народний комісар у військових справах УСРР. Відомий своїми карикатурними малюнками, зробленими під час різних засідань. Кандидат у члени ЦК ВКП(б) у 1927—1934 роках. Член ЦК ВКП(б) у 1934—1937 роках.

## Біографія

### Ранні роки
Народився в Харкові в родині Івана (Яніса) Мартиновича Межлаука (Меджлаукса), вчителя-латиша дворянського походження і матері-німкені, яка володіла двома прибутковими будинками на Максиміліанівській вулиці. Батько в ранзі статського радника перед революцією був директором Новохоперської чоловічої гімназії і викладав там же латину.
З 1905 по 1915 рік Валерій Межлаук працював репетитором у Харкові.
У 1910 році закінчив, із золотою медаллю, Третю чоловічу гімназію в Харкові. Іншим тогорічним медалістом гімназії був Георгій Габель. Закінчив Харківський університет: у 1914 — історико-філологічний факультет; у 1917 — юридичний факультет (екстерном).
У 1913—1916 роках — викладач, магістр Харківського університету. З жовтня 1916 року — однорічник російської армії.
З березня 1917 року — член, з квітня 1917 року — заступник голови і голова агітаційної комісії Харківської ради.
Член РСДРП (інтернаціоналістів) з квітня по липень 1917 року. Член РСДРП(б) з липня 1917 року.
У жовтні 1917 року — член Харківського військово-революційного комітету та штабу боротьби з контрреволюцією.

### Нарком фінансів ДКР
У лютому — квітні 1918 року — народний комісар фінансів Донецько-Криворізької республіки, член Донецького обкому РКП(б).
Першого березня Межлаук відповідно до рішення Всеросійського раднаркому змушений був видати наказ про те що в Донецькій республіці поряд з грошовими знаками мають обов'язкове ходіння 20, 25, 100 рублеві облігації — «Позики свободи».

### РРФР

Телеграма Валерія Межлаука Льву Троцькому від 28 травня 1919 року про розгром підрозділом українських червоних козаків ЧК у місті Лубни

Коли Червона армія залишила територію республіки, евакуював цінності з Держбанку України (Харків) в Москву, працював заступником народного комісара фінансів Української СРР, начальником відділу грошового забезпечення військ штабу Верховного командування радянськими військами Півдня Росії. У травні — червні 1918 року — заступник голови ліквідаційної комісії радянських військ Півдня Росії. З червня по липень 1918 року налагоджував зв'язок з 5-ю Українською армією Ворошилова в Царицині та на фронті. У липні — серпні 1918 року — комісар Казанського губернського військкомату.
3 вересня — 24 жовтня 1918 року — член Революційної військової ради (РВР) 5-ї армії Східного фронту в містах свіяжську, Казані та Симбірську. 24 жовтня — 23 листопада 1918 року — член РВР Південного фронту. 4 листопада 1918 — 8 червня 1919 року — член РВР 10-ї армії Південного фронту.
У січні — липні 1919 року — народний комісар у військових справах Української СРР, заступник народного комісара з військових справ Української СРР.
23 травня — 28 червня 1919 року — член РВР 7-ї армії Західного фронту. 8 червня — 28 липня 1919 року — член РВР 14-ї армії Південного фронту. 23 вересня — 1 грудня 1919 року — член РВС Тульського укріпленого району. 1 грудня 1919 — березень 1920 року — член РВР 2-ї армії РСЧА в Саратові. З січня по лютий 1920 року — член РВР 2-ї трудової армії у Воронежі. З лютого 1920 року — комісар Московсько-Віндаво-Рибінської залізниці. 16 — 25 червня 1920 року — член РВР 3-й армії Західного фронту. 25 червня — 30 серпня 1920 року — член РВР 4-й армії Західного фронту. 30 серпня — 10 жовтня 1920 року — член РВР 4-й армії Південного фронту.
У січні — грудні 1920 року — комісар Московсько-Курської залізниці. У грудні 1920 — жовтні 1921 року — комісар та голова Дорпрофсожу Північної залізниці.
У жовтні 1921 — лютому 1922 року — заступник головного комісара Народного комісаріату шляхів сполучення РРФСР, комісар Центрального залізничного управління. У лютому 1922 — листопаді 1924 року — член колегії, керуючий справами Народного комісаріату шляхів сполучення РРФСР (СРСР), голова бюро управління залізницями, редактор журналу «Транспорт і господарство».
У 1924—1931 роках — член президії Вищої ради народного господарства (ВРНГ) СРСР. У листопаді 1924 — липні 1926 року — заступник голови Головного управління металургійної промисловості «Головметалу» ВРНГ СРСР, голова конвенції синдикатів металургійної промисловості. У липні 1926 — 1928 року — голова Головного управління металургійної промисловості «Головметалу» ВРНГ СРСР. У 1928 — листопаді 1931 року — заступник голови ВРНГ СРСР, редактор «Торгово-промислової газети».
У листопаді 1931 — 25 квітня 1934 року — 1-й заступник голови Державної планової комісії при РНК СРСР.
25 квітня 1934 — 25 лютого 1937 року — голова Державної планової комісії при РНК СРСР та заступник голови Ради народних комісарів і Ради праці і оборони СРСР. Один з головних теоретиків і організаторів системи радянського планування і розподілу, автор книги «Про планов роботу та заходи її поліпшення». Під його керівництвом проводилася індустріалізація в СРСР.
25 лютого — 22 серпня 1937 року — народний комісар важкої промисловості СРСР.
22 серпня — 17 жовтня 1937 року — народний комісар машинобудування СРСР.
17 жовтня — 1 грудня 1937 року — голова Державної планової комісії при РНК СРСР та заступник голови Ради народних комісарів СРСР.

### Партійне й суспільне життя
З 1927 кандидат в члени, з 1934 член ЦК ВКП(б). На XV з'їзді ВКП(б) і XVI з'їзді ВКП(б) обирався кандидатом в члени ЦК ВКП(б). На XVII з'їзді ВКП(б) обирався кандидатом в члени ЦК ВКП(б). Член ЦВК СРСР 4 — 7 скликань. Брав участь у розробці планів I, II і III п'ятирічок, вклав великий внесок у створення та розвиток виробничої бази авіаційної та танкової промисловості. Відповідальний редактор газети «За індустріалізацію».
На думку М. С. Хрущова: «Межлаук, найбільший економіст і організатор. Він очолював Держплан. Я вважаю, що з голів Держплану він був найкращим після Куйбишева».
Про позитивну роль В. І. Межлаука у долі бібліотеки Царськосельського Ліцею див. С. Шуміхін «Дивна доля бібліотеки Царськосельського Ліцею».

### Арешт, звинувачення і загибель
Звинувачувався у контактах з німецьким урядом, участю з 1925 р. в угрупованні «правих» і в керівництві латиським контрреволюційним підпіллям. Виведений зі складу членів ЦК ВКП(б) опитуванням. 2 грудня 1937 заарештований (разом із дружиною Софією Петрівною). Засуджений Воєнною колегією Верховного суду СРСР 28 липня 1938 року до страти, розстріляний наступного дня. Похований на полігоні «Комунарка» біля Москви. Дружина заслана на Колиму, де загинула (згадується в табірних спогадах Євгенії Гінзбург).
17 березня 1956 року посмертно реабілітований. 22 березня 1956 року відновлений в членах КПРС.

### Сім'я
Його брат — Межлаук Іван Іванович — був заарештований на наступний день після арешту Валерія Івановича, також засуджений до смертної кари і розстріляний. Через два тижні після арешту братів заарештований і третій брат, Валентин Іванович, який керував будівництвом електростанції в Ростовській області. У 1956 обидва брати були реабілітовані. Ще один брат, Мартин (1895–1918), був розстріляний білогвардійцями після взяття Казані.

## Нагороди
- Орден Леніна (21.02.1936)
- Орден Червоного Прапора (20.02.1928)